# 我是刑警
《我是刑警》是2024年播出的中国大陆刑侦题材电视剧，由《延禧攻略》、《鬢邊不是海棠紅》的导演惠楷栋执导，《医者仁心》的徐萌编剧，于和伟、富大龙、丁勇岱领衔主演。2024年11月27日在中国中央电视台电视剧频道黄金强档首播，爱奇艺全网独播。

## 演员阵容
- 和伟 饰演 秦川[4]

从警官学校毕业后成为派出所民警，后因赤手空拳制服爆炸歹徒开启刑警生涯。他勇敢坚毅、聪明机智、责任感强。在师父高建设和好友叶茂生牺牲后，更加坚定捍卫正义的决心。先后侦破多起大案，从基层一步步成长为二级警监省公安厅刑侦总队总队长，领导建立刑侦系统，打造了现代化刑侦队伍。
- 富大龙 饰演 陶維志[4]

东林县刑警队副队长，性格执拗，为侦破东林三女童案，不惜查大清律、县志、族谱。虽身处基层，条件艰苦，但凭借着对正义的执着，历经六年最终成功破案。
- 丁勇岱 饰演 武英德[4]

省公安厅刑侦技术专家，经验丰富，参与过白宝山案等诸多重大案件侦破。因欣赏秦川在案件分析中的表现而收其为徒，将自己的办案经验倾囊相授。在与徒弟配合办案过程中，展现出对刑侦事业的热爱，最后为保护秦川替他挡枪，被追封为人民英雄。
- 白凡 饰演 曹忠恕[4]

中昌省公安厅特邀刑事技术专家，绪城市公安局刑事技术处处长。性格沉稳冷静、正直严谨，凭借高超技术多次助秦川团队破案，虽与年轻刑警理念有摩擦，但始终坚守正义。
- 马苏 饰演 白玲[4]，宋小军的妻子，卖白条鸡的勤劳商贩。
- 赵阳 饰演 赵飞[4]

省公安局刑警队队长、秦川的好友，面对案件彼此扶持，对刑侦工作充满热情，是个有担当有智慧的刑警。
- 刘凯 饰演 顾文龙[4]，清州爆炸案、清州两案调查刑警。
- 李泓良 饰演 宋小军[4]，西山矿抢劫杀人案主犯。
- 黄曼 饰演 李文 [4]，叶茂生的妻子，河昌市公安局民警。
- 李溪芮 饰演 苏畅[4]，省公安厅物证中心民警。
- 胡明 饰演 张克寒[4]，逃窜多年的多起抢劫杀人案主犯。
- 孙浩 饰演 宋绪[4]，良城市公安局刑侦支队副支队长。
- 郑晓宁 饰演 谢道新[4]，省公安厅副厅长，刑侦专家。
- 颜世魁 饰演 陶文明[4]
- 冯国强 饰演 胡兵[4]，原西山分局刑警队大队长，后调任东山分局局长。
- 杜功海 饰演 戴长江，西山分局局长。
- 李宝安 饰演 范守良[4]，原良城市公安局刑警。
- 周波 饰演 韩敬东，河昌市公安局局长。
- 邵兵 饰演 石岩
- 李泰 饰演 叶茂生[4]，大山子派出所民警、秦川的好友，抓捕盗车贼时殉职。
- 王玉宁 饰演 肖庆东，河昌市公安局刑警队重案民警。
- 武笑羽 饰演 何青莲，秦川的的妻子。
- 曹卫宇 饰演 袁震
- 赵岩松 饰演 魏宁，省公安厅刑侦处副处长。
- 安冬 饰演 叶海平[4]，叶茂生、李文的女儿，大学毕业后成为一名技术民警。
- 曹骏 饰演 曹阳，曹忠恕的儿子，物证中心技术民警。
- 刘泊霄 饰演 朱俊杰
- 周政杰 饰演 秦海正，秦川、何青莲的儿子，大学毕业后成为一名打击电信诈骗的警察。
- 柳明明 饰演 刘林
- 李春嫒 饰演 蔣美珍，张克寒逃窜时交往的女友。
- 王茂蕾 饰演 李國英，盗粮案主犯。
- 王宁 饰演 高建设，原大山子派出所副所长，秦川从警之路的启蒙者，回家途中遭西山矿案歹徒袭击抢枪而遇害。
- 霍政谚 饰演 江山
- 刘洁 饰演 武師母，武英德的妻子。

## 制作
该剧于2021年9月5日在重庆举行开机仪式，于山西、甘肃白银、北京、哈尔滨和鹤岗等地取景，总拍摄周期近6个月，2022年1月在哈尔滨杀青。剧中所有“重案”均改编自中国大陆20世纪90年代以来发生的真实案件，开篇的“西山矿抢劫杀人案”改编自1995年发生在黑龙江的“鹤岗南山煤矿抢劫案”，“张克寒连环持枪抢劫杀人案”的原型是“周克华苏湘渝系列持枪抢劫杀人案”，“清州赌场爆炸案”则是根据2014年发生在贵州的“凯里爆炸事件”改编，以及受害人多达11人的“白银市连环杀人案”。

## 奖项荣誉
| 年份   | 颁奖礼                             | 奖项             | 入围者       | 结果 | 参考   |
| ------ | ---------------------------------- | ---------------- | ------------ | ---- | ------ |
| 2025年 | 首届中国电视剧制作产业大会年度盛典 | 年度男主角       | 于和伟       | 獲獎 | [ 12 ] |
| 2025年 | 第30届上海电视节白玉兰奖           | 最佳中国电视剧   | 《我是刑警》 | 提名 | [ 13 ] |
| 2025年 | 第30届上海电视节白玉兰奖           | 评委会大奖       | 《我是刑警》 | 獲獎 | [ 13 ] |
| 2025年 | 第30届上海电视节白玉兰奖           | 最佳导演         | 惠楷栋       | 獲獎 | [ 13 ] |
| 2025年 | 第30届上海电视节白玉兰奖           | 最佳编剧（原创） | 徐萌         | 提名 | [ 13 ] |
| 2025年 | 第30届上海电视节白玉兰奖           | 最佳男主角       | 于和伟       | 提名 | [ 13 ] |
| 2025年 | 第30届上海电视节白玉兰奖           | 最佳男配角       | 富大龙       | 提名 | [ 13 ] |
| 2025年 | 第30届上海电视节白玉兰奖           | 最佳女配角       | 马苏         | 提名 | [ 13 ] |
| 2025年 | 第30届上海电视节白玉兰奖           | 最佳美术         | 张斌         | 提名 | [ 13 ] |